# Los ojos sombríos
Los ojos sombríos es un cuento del escritor uruguayo Horacio Quiroga, publicado por primera vez en Cuentos de amor de locura y de muerte, en 1917. Aparece en la primera y en la segunda edición, de 1918, aunque fue excluido por el autor en ediciones posteriores.

## Resumen
El cuento es narrado en primera persona por un personaje cuyo nombre no es mencionado. Tras haber roto con su novia, Elena, el narrador se reencuentra luego de muchos años con un antiguo amigo, Julio Zapiola, quien le relata cómo fue que conoció a María (su pareja), cuáles fueron esas circunstancias complicadas y tristes. Vezzera era amigo de Zapiola, en esos tiempos el primero le habló al segundo sobre la belleza de su novia, y se la presentó. Vezzera se da cuenta desde un comienzo, de que su novia (María) se enamora a primera vista de Zapiola, y este de los "ojos sombríos" de María. Vezzera se suicida por celos y por enfermedades, dejando una carta a su amigo pidiendo que se quedara con ella. Al final del relato se sugiere que el narrador también se enamora de los "ojos sombríos" de María (en: "Yo no hacía sino recordarlos").